# Burghardt Wittig
Burghardt Wittig (* 1947 in Celle, Deutschland) ist der Vorsitzende des gemeinnützigen Stiftungsinstitutes MolBio²Math - Molecular Biology & Integral Biomathics und ein deutscher Professor für Molekularbiologie und Biochemie an der Freien Universität Berlin, Deutschland. Er ist bekannt für seine Forschung zur Genregulation durch Chromatinstrukturen und zur G-Protein-abhängigen Signaltransduktion sowie für seine Entwicklung DNA- und zellbasierte Impfungen und therapeutischer Immunmodulatoren.

## Frühes Leben
Wittig wurde in Celle, Deutschland, geboren und besuchte dort das altsprachliche Gymnasium Ernestinum. Mit zwölf Jahren begann er Klarinette zu spielen und gewann sechs Jahre später einen Preis für Klarinette im Wettbewerb Jugend musiziert. Mit 14 Jahren begann er zu rudern und nahm erfolgreich an Rennen in Vierern und Doppelzweiern teil. 1966 legte er sein Abitur ab und absolvierte anschließend einen zweijährigen Militärdienst. Während seines Medizinstudiums an der Freien Universität Berlin durchlief er parallel eine Ausbildung zum Hörgeräteakustiker im elterlichen Betrieb, die er mit der Gesellenprüfung erfolgreich abschloss.

## Karriere
Von 1968 bis 1975 studierte Wittig Medizin an der Freien Universität Berlin. Während seiner Studienzeit arbeitete er in den Laboratorien des Instituts für Molekularbiologie und Biochemie der Freien Universität und des Max-Planck-Instituts für Molekulare Genetik an den Experimenten für seine Promotion.
Initiator und Hauptbetreuer dieser Arbeit, aber auch Wegbereiter im frühen wissenschaftlichen Leben, war der Molekularbiologe Hubert Gottschling. Wichtige Mentoren waren V.A. Erdmann, O. Pongs, H.-J, Risse, H. Tiedemann und H.G. Wittmann. Wittig konnte seine Dissertation mit dem Titel „Reinigung und Charakterisierung der vier Lysin-spezifischen Transfer-Ribonukleinsäuren aus Hühnerembryonen“ im Jahr 1976 erfolgreich verteidigen. Er arbeitete weiter an der Freien Universität, zunächst von 1976 bis 1978 als Postdoktorand und anschließend von 1978 bis 1987 als Assistenzprofessor.
Zwischen 1976 und 1986 besuchte Wittig als Gasthörer Vorlesungen, Seminare in Physik an der Freien Universität Berlin (FUB), der Technischen Universität Berlin (TUB), dem California Institute of Technology (CalTech) und dem Massachusetts Institute of Technology (MIT). Er erhielt keinen akademischen Abschluss für diese Kurse.
Im Jahr 1980 habilitierte sich Wittig sich für das Fach Biochemie und Molekularbiologie am gleichnamigen Institut der FUB.
1982/83 wurde ihm das Heisenberg-Stipendium der Deutschen Forschungsgemeinschaft (DFG) verliehen. Er war bis ins Jahr 1989 Mitglied des Programms. Während dieser Zeit erhielt er unter anderem Einladungen von Edward Trifonov an das Weizman Institute of Science, Israel und – vermittelt durch Hubert Gottschling – von Koki Horikoshi (ERATO suberbug project) an das Riken Institute, Japan.
Auf Einladung von Alexander Rich, William Thompson Sedgwick Professor für Biophysik am Massachusetts Institute of Technology, – eine der kreativsten und wissenschaftlich einflussreichsten Persönlichkeiten in den Biowissenschaften – arbeitete Wittig als Gastprofessor in dessen Labor; häufig begleitet durch Mitarbeiter, Doktoranden und Postdoktoranden seiner Arbeitsgruppe an der FUB. Darüber hinaus kooperierte er mit Alexander Varshavsky. Wittig beschrieb diese Jahre später als „die am stärksten Karriere-formende Zeit“ seines Lebens.
1987 verlieh die FUB Wittig eine außerplanmäßige Professur. Er arbeitete weiter in Alexander Richs Labor, bis er 1989 den Ruf auf eine volle Professur an der Freien Universität annahm. Die Besetzung erfolgte zunächst über die neu geschaffene Schering-Professur (S-C4), bis er ein Jahr später in die Universitätsprofessur (C4) übernommen wurde. Er ist damit Gründungsvorstand und Leiter der Abteilung für Molekularbiologie und Bioinformatik am Institut für Molekularbiologie und Biochemie der Freien Universität.
Um einen besseren Übergang von der Grundlagenforschung in die klinische Anwendung zu ermöglichen, gründete Wittig im Jahr 1989 die Mologen AG. Bereits am 22. Juni 1989 wurden die Aktien der Mologen AG zum ersten Mal an der Börse gehandelt (IPO). Damit war Mologen das erste deutsche Start-up, welches sich rein über den Aktienmarkt finanzierte und gleichzeitig die erste deutsche Biotechnologiefirma, die noch im Jahr ihrer Gründung an die Börse ging. Im Jahr 2022 ging das Unternehmen insolvent.
Wittigs Forschung beschäftigte sich ab dem Jahr 1994 mit dem Design, der Entwicklung und der klinischen Prüfung von DNA-basierten Impfstoffen gegen Infektionskrankheiten und DNA-Konstrukten zur Behandlung von Krebs. Zwei Klassen von DNA-Molekülen gingen aus diesen Untersuchungen als Schlüsseltechnologien hervor: MIDGE® (minimalistic, immunogenically defined gene expression) und dSLIM® (DNA-based immunomodulation).
Als Auszeichnung für seinen Mut und Innovationsgeist bei der Ausgestaltung der ersten deutschen öffentlich-privaten Partnerschaft zwischen der Mologen AG und seiner akademischen alma mater, der Freien Universität Berlin, erhielt Wittig 1999 den Preis „Entrepreneur des Jahres“. 2006 wurde Wittig zusammen mit der Mologen AG mit dem „Frost & Sullivan Technology Innovation Award of the Year“ ausgezeichnet.
Wittig arbeitete als Vorstandsvorsitzender (CEO) des Unternehmens bis zum Ende des Jahres 2007 und behielt dabei seine volle Universitätsprofessur an der Freien Universität im Rahmen einer öffentlich-privaten Partnerschaft (Public Private Partnership).
Im Rahmen der Änderungen im Berliner Universitätsmedizingesetz zur Umgestaltung der Universitätsklinika und Medizin-Fakultäten in Berlin, wurde Wittigs Institut Bestandteil der unter dem Namen Charité – Universitätsmedizin Berlin zusammengeführten medizinischen Fakultäten der Humboldt-Universität zu Berlin und der Freien Universität Berlin. Er blieb Direktor des Instituts für Molekularbiologie und Bioinformatik bis 2010.
Im Jahr 2010 kehrte das Institut als Foundation Institute Molecular Biology and Bioinformatics, eine gemeinnützige Stiftung der Mologen AG und der Freien Universität Berlin, an die FUB zurück. Wittig war bis 2017 Vorstand des Instituts.
Ende 2019 gründete er als Vorstand das gemeinnützige Stiftungsinstitut MolBio²Math - Molecular Biology & Integral Biomathics unter der Treuhänderschaft der Gentechnologiestiftung - Dr. Georg und Ingeburg Scheel Stiftung.

## Ausgewählte Publikationen
- B. Wittig, S. Reuter, H. Gottschling: Purification of the four lysine specific transfer ribonucleic acids from chick embryos. In: Biochim. Biophys. Acta. Band 331, 1973, S. 221–230.
- V. G. Allfrey, S. Arnott, E. M. Bradbury, A. Bayev, P. Chambon, F. H. C. Crick, G. Felsenfeld, A. T. Mirzabekov, M. Noll, H. Stern, K. E. van Holde, B. Wittig, H. G. Zachau, A. Zweidler: The Structure of Chromatin. In: A. G. Allfrey, E. K. F. Bautz, B. J. McCarthy, R. T. Schimke, A. Tissieres (Hrsg.): Organization and expression of chromosomes. (= Dahlem Konferenzen Life Sciences Research Report. 4). Abakon Verlagsgesellschaft, Berlin 1976, ISBN 3-8200-1205-2, S. 19–27.
- B. Wittig, S. Wittig: A phase relationship associates tRNA structural gene sequences with nucleosome cores. In: Cell. Band 18, Nr. 4, 1979, S. 1173–1183. doi:10.1016/0092-8674(79)90230-7
- B. Wittig, S. Wittig: Function of a tRNA gene promoter depends on nucleosome position. In: Nature. Band 297, Nr. 5861, 1982, S. 31–38. doi:10.1038/297031a0.
- B. Wittig, T. Dorbic, A. Rich: Transcription is associated with Z-DNA formation in metabolically active, permeabilized mammalian cell nuclei. (PDF). In: Proc. Natl. Acad. Sci. USA. Band 88, Nr. 6, 1991, S. 2259–2263. doi:10.1073/pnas.88.6.2259
- C. Kleuss, J. Hescheler, C. Ewel, W. Rosenthal, G. Schultz, B. Wittig: Assignment of G-protein subtypes to specific receptors inducing inhibition of calcium currents. In: Nature. Band 353, Nr. 6339, 1991, S. 43–48. doi:10.1038/353043a0. PMID 1679199
- C. Kleuss, H. Scherübl, J. Hescheler, G. Schultz, B. Wittig: Selectivity in signal transduction determined by gamma subunits of heterotrimeric G proteins. Science. Band 259, Nr. 832–834, 1993, S. 40. doi:10.1073/pnas.93.2.780.
- V. Müller, M. Takeya, S. Brendel, B. Wittig, A. Rich: Z-DNA forming sites within the human b-globin gene cluster. In: Proc. Natl. Acad. Sci. USA. Band 93, Nr. 2, 1996, S. 780–784. doi:10.1073/pnas.93.2.780
- P. Möller, Y. Sun, T. Dorbic, S. Alijagic, A. Makki, K. Jurgovsky, M. Schroff, B. M. Henz, B. Wittig, D. Schadendorf: Vaccination with IL-7 gene-modified autologous melanoma cells can enhance the anti-melanoma lytic activity in peripheral blood of patients with a good clinical performance status: a clinical phase I study. In: British Journal of Cancer. Band 77, Nr. 11, 1998, S. 1907–1916.
- B. Wittig, A. Märten, T. Dorbic, S. Weineck, H. Min, S. Niemitz, B. Trojaneck, D. Flieger, S. Kruopis, A. Albers, J. Löffel, A. Neubauer, P. Albers, S. Müller, T. Sauerbruch, T. Bieber, D. Huhn, I. G. H. Schmidt-Wolf: Therapeutic vaccination against metastatic carcinoma by expression-modulated and immunomodified autologous tumor cells: A first clinical Phase I/II trial. In: Human Gene Therapy. Band 12, Nr. 3, 2001, S. 267–278. doi:10.1089/10430340150218404
- L. López-Fuertes, E. Pérez-Jiménez, A. J. Vila-Coro, F. Sack, S. Moreno, S. A. Konig, C. Junghans, B. Wittig, M. Timón, M. Esteban: DNA vaccination with linear minimalistic (MIDGE) vectors confers protection against Leishmania major infection in mice. In: Vaccine. Band 21, Nr. 3–4, 2002, S. 247–257. doi:10.1016/s0264-410x(02)00450-4.
- M. R. Weihrauch, S. Ansen, E. Jurkiewicz, C. Geisen, Z. Xia, K. S. Anderson, E. Gracien, M. Schmidt, B. Wittig, V. Diehl, J. Wolf, H. Bohlen, L. M. Nadler: Phase I/II combined chemoimmunotherapy with carcinoembryonic antigen-derived HLA-A2-restricted CAP-1 peptide and irinotecan, 5-fluorouracil, and leucovorin in patients with primary metastatic colorectal cancer. In: Clin Cancer Res. Band 11, Nr. 16, 2005, S. 5993–6001. doi:10.1158/1078-0432.ccr-05-0018
- J. Kneipp, H. Kneipp, B. Wittig, K. Kneipp: One- and two-photon excited optical ph probing for cells using surface-enhanced Raman and hyper-Raman nanosensors. In: Nano Lett. Band 7, Nr. 9, 2007, S. 2819–2823. doi:10.1021/nl071418z
- A. Endmann, M. Baden, E. Weisermann, K. Kapp, M. Schroff, C. Kleuss, B. Wittig, C. Juhls: Immune response induced by a linear DNA vector: Influence of dose, formulation and route of injection. In: Vaccine. Band 28, Nr. 21, 2010, S. 3642–3649. doi:10.1016/j.vaccine.2010.03.034
- K. Kapp, C. Kleuss, M. Schroff, B. Wittig: Genuine Immunomodulation With dSLIM. In: Mol Ther Nucleic Acids. Band 3, 2014, S. e170; doi:10.1038/mtna.2014.28
- B. Wittig, M. Schmidt, W. Scheithauer, H. J. Schmoll: MGN1703, an immunomodulator and toll-like receptor 9 (TLR-9) agonist: From bench to bedside. In: Crit Rev Oncol Haematol. Band 94, Nr. 1, 2015, S. 31–44. doi:10.1016/j.critrevonc.2014.12.002.
- B. Volz, M. Schmidt, K. Heinrich, K. Kapp, M. Schroff, B. Wittig: Design and characterization of the tumor vaccine MGN1601, allogeneic fourfold gene-modified vaccine cells combined with a TLR-9 agonist. In: Mol Ther Oncolytics. Band 3, 2015, S. 15023. doi:10.1038/mto.2015.23.
- S. Zhang, B. Wittig: Alexander Rich: 1924–2015. In: Nature Biotechnology. Band 33, Nr. 6, 2015, S. 593. doi:10.1038/nbt.3262
- L. Vibholm, M. H. Schleimann, J. F. Højen, T. Benfield, R. Offersen, K. Rasmussen, R. Olesen, A. Dige, J. Agnholt, J. Grau, M. Buzon, B. Wittig, M. Lichterfeld, A. M. Petersen, X. Deng, M. Abdel-Mohsen, S. K. Pillai, S. Rutsaert, W. Trypsteen, W. De Spiegelaere, L. Vandekerckhove, L. Østergaard, T. Rasmussen, P. W. Denton, M. Tolstrup, O. S. Søgaard: Short-Course Toll-Like Receptor 9 Agonist Treatment Impacts Innate Immunity and Plasma Viremia in Individuals With Human Immunodeficiency Virus Infection. In: Clin Infect Dis. Band 64, Nr. 12, 2017, S. 1686–1695. doi:10.1093/cid/cix201
- A. R. Krarup, M. Abdel-Mohsen, M. H. Schleimann, L. Vibholm, P. A. Engen, A. Dige, B. Wittig, M. Schmidt, S. J. Green, A. Naqib, A. Keshavarzian, X. Deng, R. Olesen, A. M. Petersen, T. Benfield, L. Østergaard, T. A. Rasmussen, J. Agnholt, J. R. Nyengaard, A. Landay, O. S. Søgaard, S. K. Pillai, M. Tolstrup, P. W. Denton: The TLR9 agonist MGN1703 triggers a potent type I interferon response in the sigmoid colon. In: Mucosal Immunol. Band 11, Nr. 2, 2018, S. 449–461. doi:10.1038/mi.2017.59.
- M. Thomas, S. Ponce-Aix, A. Navarro, J. Riera-Knorrenschild, M. Schmidt, E. Wiegert, K. Kapp, B. Wittig, C. Mauri, M. Dómine Gómez, J. Kollmeier, P. Sadjadian, K.-P. Fröhling, R. M. Huber, M. Wolf for the IMPULSE study team: Immunotherapeutic maintenance treatment with toll-like receptor 9 agonist lefitolimod in patients with extensive-stage small cell lung cancer: results from the exploratory, controlled, randomized, international phase II IMPULSE study. In: Annals of Oncology. Band 29, Nr. 10, 2018, S. 2076–2084. doi:10.1093/annonc/mdy326
- K. Kapp, B. Volz, D. Oswald, B. Wittig, M. Baumann, M. Schmidt: Beneficial modulation of the tumor microenvironment and generation of anti-tumor responses by TLR9 agonist lefitolimod alone and in combination with checkpoint inhibitors. In: OncoImmunology. 2019. doi:10.1080/2162402X.2019.1659096.
- M. H. Schleimann, M. L. Kobberø, L. K. Vibholm, K. Kjær, L. B. Giron, K. Busman-Sahay, C. N. Chan, M. Nekorchuk, M. Schmidt, B. Wittig, T. E. Damsgaard, P. Ahlburg, M. B. Hellfritzsch, K. Zuwala, F. H. Rothemejer, R. Olesen, P. Schommers, F. Klein, H. Dweep, A. Kossenkov, J. R. Nyengaard, J. D. Estes, M. Abdel-Mohsen, L. Østergaard, M. Tolstrup, O. S. Søgaard, P. W. Denton: TLR9 agonist MGN1703 enhances B cell differentiation and function in lymph nodes. In: EBioMedicine. 2019. doi:10.1016/j.ebiom.2019.07.005.
- M. Schmidt, M. Schroff, B. Wittig: Harnessing the Therapeutic Potential of Dendritic Cells. In: Alain A. Vertès, Devyn M. Smith, Nasib Qureshi, Nathan J. Dowden (Hrsg.): Second Generation Cell and Gene-based Therapies. Academic Press, London 2020, ISBN 978-0-12-812034-7, S. 183–202.
- O’Halloran J, Kedar E, Anstrom KJ, McCarthy MW, Ko ER, Segura Nunez P, Boucher C, Smith PB, Panettieri RA, Mendivil Tuchia de Tai S, Maillo M, Khan A, Mena Lora AJ, Salathe M, Capo G, Rodriguez Gonzalez D, Patterson TF, Palma C, Ariza H, Patelli Lima M, Lachiewicz AM, Blamoun J, Nannini E, Sprinz E, Mykietiuk A, Alicic R, Rauseo AM, Wolfe CR, Wittig B, Benjamin DK, McNulty SE, Zakroysky P, Halabi S, Butler S, Atkinson J, Adam SJ, Melsheimer R, Chang S, LaVange L, Proschan M, Bozzette SA, Powderly WG. Infliximab for Treatment of Adults Hospitalized with Moderate or Severe Covid-19. medRxiv [Preprint]. 2022, doi:10.1101/2022.09.22.22280245. PMID 36172138; PMC 9516856 (freier Volltext)